# Abdul Rahman Issah
Abdul Rahman Issah Ahmed (Obuasi, 4 november 1980) is een Ghanees oud-voetballer die als verdediger speelde.
Rahman Issah speelde in de jeugd bij Godfields Obuasi en AJ Auxerre. In 1999 werd hij door Udinese Calcio gecontracteerd en in het kader van het samenwerkingsverband tussen de clubs direct aan BV De Graafschap verhuurd. Daar speelde hij in het seizoen 1999/2000 acht duels waarin hij twee doelpunten maakte.  Hierna speelde hij bij AC Bellinzona, FC Messina, wederom Godfields Obuasi en in 2002/03 wederom bij Bellinzona. In 2006 stapte hij over naar Randers FC waar hij tot 2008 speelde.
Hij speelde tussen 1999 en 2002 ook driemaal in het Ghanees voetbalelftal waarbij hij twee doelpunten maakte.